# Luis Martín Barraza Beltrán
Luis Martín Barraza Beltrán (Santa Rosalía de Camargo, Chihuahua, 22 de noviembre de 1963). Es un Sacerdote católico mexicano, que actualmente es Obispo de la Diócesis de Torreón en el estado de Coahuila.

## Biografía
Luis Martín Barraza realizó los estudios de primaria y secundaria en su ciudad natal, en 1978 ingresó al Seminario Menor de Chihuahua a la vez que realizaba sus estudios de prepatoria en el Colegio de Bachilleres. De 1981 a 1984 realizó los estudios de filosofía y de 1984 a 1988 los de teología, ambos en el Seminario Regional del Norte.
El 21 de abril de 1988 fue ordenado diácono y el 17 de junio del mismo año, presbítero, ambos por el entonces arzobispo de Chihuahua, Adalberto Almeida y Merino. De 1988 a 1993 fue vicario parroquial en la ciudad de Ojinaga, Chihuahua.
De 1993 a 1995 cursó la licenciatura en Filosofía en la Pontificia Universidad Gregoriana en Roma. A su regreso fue nombrado profesor de filosofía del Seminario de Chihuahua y párroco de la Asunción de Maria en la ciudad de Chihuahua, cargo en el que permaneció hasta 2000. A partir de 2000 a 2002 fue formador del Seminario, de 2002 a 2008 fue párroco de San Pedro Apóstol y de 2008 a 2010 de San Juan Bautista, ambos en la ciudad de Chihuahua.
En este último año fue enviado al seminario como encargado de dimensión espiritual y en 2013 asumió la rectoría del Seminario Arquidiócesano de Chihuahua hasta el 9 de septiembre de 2017 en que fue nombrado Obispo de Torreón por el papa Francisco. Asumiendo su cargo el 29 de noviembre de 2017.